# 南加州大學建築學院
南加州大学建筑学院（USC School of Architecture）是隸屬於南加州大学的一個建筑学院，位于美國加利福尼亚州洛杉矶。它是南加州大学17个专业学院之一，該學院提供建筑学、景觀設計和遗产保护等领域的本科和研究生学位。南加州大学建筑学院前身是南加州大学於1914年創辦的建筑系。1925年，独立的建筑学院成立。